# Shora Esmailian
Shora Esmailian, född 15 augusti 1981 i Iran, är en svensk författare och journalist.

## Biografi
Esmailian är författare till flera böcker och skriver regelbundet för Sydsvenskan och Aftonbladet Kultur. Hon har ett förflutet som journalist på tidningen Arbetaren och har skrivit böcker om Iran tillsammans med Andreas Malm, samt en bok om klimatfrågan, Ur askan (2012).
På Sydsvenskan skriver Esmailian framför allt om barnlitteratur.  Hon har bland annat haft en krönika med titeln Månadens barnbokstips. Hon har även deltagit i debatten om barnlitteratur och kritiserat trenden med kändisar som skriver barnböcker.
Esmailian har engagerat sig i Palestinafrågan. Hon har varit aktiv i ISM, International Solidarity Movement, och stoppades 2005 från inresa till Israel. Den israeliska säkerhetspolisen sade sig enligt uppgift ha 168 filer med Esmailians namn kopplat till ISM. Jonas Sjöstedt protesterade mot utvisningen och skrev en skriftlig fråga till Europaparlamentet om förfarandet. Esmailian har skrivit om Nakba: "Vad gäller palestinierna finns för dem inget annat val än att fortsätta kämpa, precis som alla andra som levt under förtryck."
Esmailian har beskrivit sin barndom i Iran: "I offentligheten skulle vi flickor börja bära hijab från nio års ålder, men i vår skoluniform ingick en svart huvudduk vid namn maghnae. Ingen tyckte om den." Hon menar dock att det borde vara flickans eller kvinnans eget val att bära slöja eller inte. Hon deltog i december 2022 i en debatt om Iran på Utrikespolitiska Institutet, som blev stormat av protesterande demonstranter på grund av Rouzbeh Parsis deltagande. Esmailian förklarade efter debatten i en artikel i Aftonbladet att det behövs en fördjupning som kommer från vänster och en som talar för de folkliga rörelserna i Iran.

### Familj
Shora Esmailian  har varit gift med Andreas Malm och de har två barn tillsammans.